# Tursunbaj Uldżabajew
Tursunbaj Uldżabajew (ros. Турсунбай Ульджабаев, ur. 1 maja 1916 w kiszłaku Kuruk w obwodzie samarkandzkim, zm. 31 maja 1988 w Duszanbe) – premier Tadżyckiej SRR (1955-1956), I sekretarz KC Komunistycznej Partii Tadżykistanu (1956-1961).

## Życiorys
W 1935 ukończył technikum pedagogiczne i został nauczycielem w szkole podstawowej, do 1937 kierował Wydziałem Pionierskim Nausskiego Komitetu Rejonowego Komsomołu, a 1937-1941 kierował wydziałem KC Komsomołu Tadżykistanu. Od 1939 należał do WKP(b), 1941-1943 był zastępcą kierownika wydziału KC Komsomołu Tadżykistanu, a 1943-1947 I sekretarzem Komsomołu Tadżykistanu, następnie 1947-1950 uczył się w Wyższej Szkole Partyjnej przy KC WKP(b). Od września 1950 do 1951 był sekretarzem Komitetu Obwodowego Komunistycznej Partii (bolszewików) Tadżykistanu w Stalinabadzie, od 1952 do stycznia 1954 I sekretarzem Komitetu Obwodowego KP(b)T/KPT w Leninabadzie, a od stycznia 1954 do 31 marca 1955 sekretarzem KC KPT. Od 29 marca 1955 do 25 maja 1956 był przewodniczącym Rady Ministrów Tadżyckiej SRR i jednocześnie ministrem spraw zagranicznych Tadżyckiej SRR, od 25 lutego 1956 do kwietnia 1961 był członkiem Centralnej Komisji Rewizyjnej KPZR, a od 24 maja 1956 do 12 kwietnia 1961 I sekretarzem KC KPT. Na VII Plenum KC KPT 11-12 kwietnia 1961 został pozbawiony stanowiska, w kwietniu 1961 został również wykluczony z KPZR, w latach 1961-1986 był dyrektorem sowchozu i zastępcą dyrektora sowchozu, 1986 przeszedł na emeryturę. Odzyskał członkostwo w partii. Był deputowanym do Rady Najwyższej ZSRR trzech kadencji i do Rady Najwyższej Tadżyckiej SRR. Działał w Związku Dziennikarzy ZSRR.

## Odznaczenia
- Order Lenina
- Order Czerwonego Sztandaru Pracy (trzykrotnie)
- Order „Znak Honoru” (dwukrotnie)